# 永慶寺
永慶寺位於四川省資中縣重龍鎮，文物遺址年代判定為清。1991年4月16日公佈為四川省第三批文物保護單位。
資中永慶寺是「西蜀名剎」佛教寺院，位於四川省資中縣城重龍山上。唐代建寺于山。